# Wadim Sergejew
Wadim Jurjewitsch Sergejew (russisch Вадим Юрьевич Сергеев; * 5. April 1965) ist ein ehemaliger kirgisischer Judoka.
Der 1,90 m große Sergejew trat bis 1997 im Schwergewicht über 95 Kilogramm an. Nach einer Reform der Gewichtsklassen startete er danach im Halbschwergewicht bis 100 Kilogramm.
Bei den Judo-Weltmeisterschaften 1995 in Chiba trat Sergejew im Schwergewicht und in der offenen Klasse an. Im Schwergewicht verlor er nach einem Auftaktsieg seinen zweiten Kampf gegen den Weißrussen Ruslan Scharapau, in der offenen Klasse verlor Sergejew seinen Auftaktkampf. Anfang 1996 trat der Kirgise bei den Weltcupturnieren in Paris, Leonding, München und Budapest an, verlor aber alle seine Kämpfe. Bei den Olympischen Spielen 1996 in Atlanta hatte er in der ersten Runde ein Freilos. In seinem ersten Kampf besiegte er den Senegalesen Khalifa Diouf, in der dritten Runde unterlag er dem Chinesen Liu Shenggang. In der Hoffnungsrunde schied er gegen den Rumänen Alexandru Lungu aus. Bei den Asienmeisterschaften 1996 gewann Sergejew eine Bronzemedaille. Bei den Judo-Weltmeisterschaften 1997 in Paris unterlag Sergejew im Achtelfinale dem Chinesen Pan Song. 
Erst 2000 trat Sergejew noch einmal international in Erscheinung. Er belegte den siebten Platz bei den Asienmeisterschaften in Osaka. Bei den Olympischen Spielen 2000 in Sydney traf Segeyev in seinem ersten Kampf auf den US-Judoka Ato Hand und schied aus.